# 20a etapa del Tour de França 2008
La 20a etapa del Tour de França 2008 es va córrer el dissabte 26 de juliol, entre Cérilly i Saint Amand Montrond. Amb un recorregut de 53 quilòmetres es tractava de la segona contrarellotge individual d'aquesta edició de la cursa francesa.

## Perfil de l'etapa
La 20a etapa del Tour de França 2008 fou la segona contrarellotge individual d'aquesta edició i la que havia de confirmar o modificar totes les classificacions en joc. L'etapa es disputà entre les localitats de Cérilly, al departament de l'Alier, i Saint Amand Montrond, al departament de Cher. El recorregut, sense cap dificultat muntanyosa, era de 53 km.

## Desenvolupament de l'etapa
El gran favorit per a la victòria final en aquesta contrarellotge era Fabian Cancellara, dues vegades campió del món de contrarellotge. En arribar a meta confirmà aquest paper i superà el fins llavors líder, Sebastian Lang, per quasi dos minuts. Amb tot, finalment no aconseguiria la victòria final, ja que Stefan Schumacher, vencedor de la primera contrarellotge del Tour, el superà per tan sols 21" a la línia de meta, tot i que Cancellara havia marcat el millor temps en tots els controls intermedis.
Carlos Sastre va mantenir el lideratge en fer una excel·lent contrarellotge i perdre sols 29" respecte al principal rival, Cadel Evans. Amb tot, Evans sí que aconseguí passar de la quarta a la segona posició final. Bernhard Kohl, revelació d'aquesta edició del Tour, finalitzà en una meritòria 3a posició. El principal perjudicat de la contrarellotge fou el luxemburguès Fränk Schleck, que passà de la 2a a la 6a posició final.
En la resta de classificacions no hi hagué cap canvi i tothom mantingué el lideratge en les respectives categories.

## Classificació de l'etapa
| Pos. | Ciclista              | Equip            | Temps      |
| ---- | --------------------- | ---------------- | ---------- |
| 1.   | Stefan Schumacher     | Gerolsteiner     | 1h 03' 50" |
| 2.   | Fabian Cancellara     | CSC-Saxo Bank    | + 00' 21"  |
| 3.   | Kim Kirchen           | Columbia         | + 01' 01"  |
| 4.   | Christian Vande Velde | Garmin Chipotle  | + 01' 05"  |
| 5.   | David Millar          | Garmin Chipotle  | + 01' 37"  |
| 6.   | Denís Ménxov          | Rabobank ProTeam | + 01' 55"  |
| 7.   | Cadel Evans           | Silence-Lotto    | + 02' 05"  |
| 8.   | Sebastian Lang        | Gerolsteiner     | + 02' 19"  |
| 9.   | Bernhard Kohl         | Gerolsteiner     | + 02' 21"  |
| 10.  | George Hincapie       | Columbia         | + 02' 28"  |

## Classificació general
| Pos. | Ciclista              | Equip             | Temps       |
| ---- | --------------------- | ----------------- | ----------- |
| 1.   | Carlos Sastre         | CSC-Saxo Bank     | 84h 01' 00" |
| 2.   | Cadel Evans           | Silence-Lotto     | + 01' 05"   |
| 3.   | Bernhard Kohl         | Gerolsteiner      | + 01' 20"   |
| 4.   | Denís Ménxov          | Rabobank ProTeam  | + 02' 00"   |
| 5    | Christian Vande Velde | Garmin Chipotle   | + 03' 12"   |
| 6.   | Fränk Schleck         | CSC-Saxo Bank     | + 04' 28"   |
| 7.   | Samuel Sánchez        | Euskaltel-Euskadi | + 06' 32"   |
| 8.   | Kim Kirchen           | Columbia          | + 07' 02"   |
| 9.   | Alejandro Valverde    | Caisse d'Epargne  | + 07' 26"   |
| 10.  | Tadej Valjavec        | AG2R Prévoyance   | + 09' 12"   |

## Classificacions annexes

### Classificació per punts
| Classificació per punts | Total   |
| ----------------------- | ------- |
| Óscar Freire            | 244 pts |
| Erik Zabel              | 202 pts |
| Thor Hushovd            | 198 pts |

### Classificació de la muntanya
| Classificació de la muntanya | Total   |
| ---------------------------- | ------- |
| Bernhard Kohl                | 125 pts |
| Carlos Sastre                | 80 pts  |
| Fränk Schleck                | 80 pts  |

### Classificació del millor jove
| Classificació del millor jove | Total       |
| ----------------------------- | ----------- |
| Andy Schleck                  | 84h 12' 32" |
| Roman Kreuziger               | + 1' 17"    |
| Vincenzo Nibali               | + 17' 01"   |

### Classificació per equips
| Classificació per equips | Total         |
| ------------------------ | ------------- |
| CSC-Saxo Bank            | 251 h 54' 35" |
| AG2R Prévoyance          | + 15' 49"     |
| Rabobank ProTeam         | + 1 h 05' 33" |

### Combativitat
No es disputa.

## Abandonaments
No n'hi hagué.